# Hrabstwo Wayne (Nowy Jork)
Wayne – hrabstwo (ang. county) w stanie Nowy Jork w USA. Populacja wynosi 93 765 mieszkańców (stan według spisu z 2000 r.).
Powierzchnia hrabstwa wynosi 3585 km². Gęstość zaludnienia wynosi 60 osób/km².

## Miasta
- Arcadia
- Butler
- Galen
- Huron
- Lyons
- Macedon
- Marion
- Ontario
- Palmyra
- Rose
- Savannah
- Sodus
- Walworth
- Williamson
- Wolcott

## Wioski
- Clyde
- Lyons
- Macedon
- Newark
- Palmyra
- Red Creek
- Sodus
- Sodus Point
- Wolcott

## Census-designated places
- Marion
- North Rose
- Ontario
- Pultneyville
- Savannah
- Williamson